# Нейтрализатор мрачности
«Нейтрализа́тор мра́чности» — пятый студийный альбом российского проекта Margenta Маргариты Пушкиной, который вышел на лейбле CD-Maximum 10 июня 2009 года.

## Об альбоме
Материал создавался как шутливый противовес мрачности готических песен, как средство создания позитивной атмосферы среди слушателей. Стилистика альбома: от тяжелого рок-н-ролла к шутливо-гимнообразной песне «Увеличивай карму добра». Вокалисты в данном альбоме выступают в непривычном для себя амплуа и раскрывают свои таланты в другой музыкальной стилистике.

## Список композиций
| №   | Название                            | Текст песни | Музыка           | Длительность |
| --- | ----------------------------------- | ----------- | ---------------- | ------------ |
| 1.  | «Титаник»                           | М. Пушкина  | Геннадий Матвеев | 3:27         |
| 2.  | «Тётка Мэри»                        | М. Пушкина  | Геннадий Матвеев | 3:21         |
| 3.  | «Времена»                           | М. Пушкина  | Геннадий Матвеев | 4:23         |
| 4.  | «Позитифф»                          | М. Пушкина  | Геннадий Матвеев | 3:43         |
| 5.  | «Блюз байкера»                      | М. Пушкина  | Геннадий Матвеев | 4:00         |
| 6.  | «Колхоз покойников рок-н-ролла»     | М. Пушкина  | Геннадий Матвеев | 3:36         |
| 7.  | «Всё так странно»                   | М. Пушкина  | Геннадий Матвеев | 3:37         |
| 8.  | «Ни пуха, ни пера (Жёсткий шансон)» | М. Пушкина  | Геннадий Матвеев | 3:30         |
| 9.  | «Колёса»                            | М. Пушкина  | Геннадий Матвеев | 3:27         |
| 10. | «Ещё одна октава»                   | М. Пушкина  | Геннадий Матвеев | 3:09         |
| 11. | «Увеличивай карму добра»            | М. Пушкина  | Геннадий Матвеев | 3:59         |
| 12. | «Жесть» (бонус)                     | М. Пушкина  | Геннадий Матвеев | 3:02         |

## Участники записи
- Lexx - вокал (5, 6)
- Артём Стыров - вокал (3, 10, 11)
- Юрий Забелло - вокал (8)
- Юта Зубковская - вокал (5, 7, 9)
- Алексей Аграновский - вокал (9)
- Алексей Хабаров - вокал (1, 4)
- Геннадий Матвеев - вокал (2), клавишные, аранжировки
- Маргарита Пушкина - вокал (Bonus), идея проекта
- Алик Грановский - бас-гитара (3, 5, 6, 8, Bonus)
- Андрей Смирнов - гитара (5)
- Алексей Хабаров - гитара (1, 4), дизайн буклета
- Лео Хао - обложка